# Dog Eat Dog (groupe)
Pour les articles homonymes, voir Dog Eat Dog.
Dog Eat Dog est un groupe de punk hardcore américain, originaire du comté de Bergen, dans le New Jersey. Formé en 1990, Dog Eat Dog tire son nom d'un album de Warrant, inversant le nom de l'album et celui du groupe, leur premier album s'appellera Warrant. Le groupe est actuellement composé de Dave Neabore à la basse, John Connor au chant, Brandon Finley à la batterie, et Roger Haemmerli à la guitare.

## Biographie

### Débuts
Le bassiste Dave Neabore se joint au groupe Mucky Pup (Bergenfield, New Jersey) avant l'enregistrement de leur deuxième album, A Boy in A Man's World. Peu après la sortie de l'album en 1988, le guitariste Dan Nastasi quitte Mucky Pup pour aider à former Non-Fiction avec les anciens membres du groupe Hades et pour se joindre brièvement à Murphy's Law. Sean Kilkenny, ami de Mucky Pup's, jouera occasionnellement de la guitare avec le groupe. Il remplacera ainsi Nastasi. Kilkenny joue avec le groupe dans plusieurs concerts dans le New Jersey avant de les rejoindre à leur tournée européenne.
Neabore et Kilkenny écrivent des chansons pour Mucky Pup. Quand le style musical n'allait pas avec Mucky Pup, les deux décident de former leur propre groupe. Ils sont rejoints peu après par leur ami et ancien membre du groupe Mucky Pup John Connor, au chant. Le trio écrit des chansons comme Funnel King, Strip Song, et Psychorama. Après une longue recherche, ils trouvent le batteur Brett. Après plusieurs répétitions, ils jouent pour la première fois à Neabore le 1er avril 1990. Kevin Reilly, un ami du groupe, est invité à jouer du saxophone.
Le 22 avril 1990, Neabore et Kilkenny jouent leur dernier concert avec Mucky Pup. Peu après leur départ, Nastasi rejoint Mucky Pup et enregistrent Now, avec Marc DeBacker replaçant Neabore à la basse.
Dog Eat Dog décide d'enregistrer des chansons en studio pendant deux jours. Il en résulte une démo cinq titres. Le groupe, qui considère cette démo comme un succès, en enregistre une deuxième.
En tournée en Europe, le guitariste de Biohazard, Billy Graziadei, donne la nouvelle démo de Dog Eat Dog à Roadracer Records. À cette période, Roadracer est la branche sœur de Roadrunner Records ; la cassette sera envoyée aux bureaux de Roadrunner Records à New York.

### Warrant
Roadrunner Records publie le premier album de Dog Eat Dog, l'EP Warrant, le 13 juillet 1993. Le titre est un clin d'œil au groupe Warrant qui a publié un album intitulé Dog Eat Dog il y a près d'un an. Leur première tournée outremer les amènent à jouer avec the Bad Brains et le groupe de hip-hop The Goats, ainsi que 7 Seconds et Big Drill Car.

### All Boro Kings
Dog Eat Dog commence à écrire des chansons pour son premier album, All Boro Kings, publié le 24 mai 1994. All Boro Kings comprend aussi des morceaux de saxophone comme If These are Good Times, Who's the King, et No Fronts. Darryl Jenifer des Bad Brains participe au chant dans Who's the King.
Avec la sortie de l'album, Nastasi décide de ne plus tourner pendant une longue période à cause d'obligations professionnelles et familiales. Le groupe recrute Parris Mayhew des Cro-Mags. Avec un nouvel album, le groupe tourne en Europe, avec Biohazard. All Boro Kings se vendra à plus de 600 000 d'exemplaires dans le monde. Le groupe voient aussi leurs vidéos diffusées sur MTV Europe. En décembre 1994, leur vidéo No Fronts est incluse dans un épisode de Beavis et Butthead. Après la tournée, Mayhew revient pour les vidéos du groupe et pour former White Devil. Le groupe contacte Mark DeBacker, le remplaçant de Neabore à Mucky Pup, pour lui offrir la possibilité de tourner avec eux. Il accepte.

### Play Games
Au retour du groupe chez lui, Nastasi part et le groupe décide de faire de DeBacker son guitariste à plein temps. Après son départ de Dog Eat Dog, Dan Nastasi enregistre deux albums, Trim The Fat et Ule Tide, sous le nom de Nastasee. Le groupe revient en studio pour un album. Par manque de temps, ils écrivent des paroles improvisées.

### Amped
En 1998, après deux ans de tournée, Dog Eat Dog enregistre de nouveau. Ils publient Amped enregistré à Washington, D.C. avec Italric, un ami de Finley. Il comprend des chansons comme Expect The Unexpected, Gangbusters, et Whatever Man, avec Heartbeat au chant et aux percussions. Il est publié le 28 juin 1999, exclusivement en Europe.

### Walk With Me
Dog Eat Dog joue huit concerts en 2003 avant de rencontrer la Vibra Agency, une agence artistique. Dog Eat Dog et Vibra forment un nouveau partenariat et, en 2004, le groupe enregistre de nouveau. En été 2005, ils enregistrent douze nouvelles chansons. Les nouvelles chansons comprennent M.I.L.F., Hell Yeah, Cannonball et Undivided.

## Membres

### Membres actuels
- John Connor – chant
- Dave Neabore – basse, chœurs
- Brandon Finley – batterie
- Roger Haemmerli – guitare

### Anciens membres
- Dan Nastasi - guitare
- Sean Kilkenny - guitare
- Scott Mueller - saxophone
- Dave Maltby - batterie
- Marc DeBacker - guitare
- Mark Marri - batterie
- Brett - batterie

## Discographie

### Albums studio
- 1994 : All Boro Kings
- 1996 : Play Games
- 1999 : Amped
- 2000 : In the Dog House: the Best and the Rest
- 2006 : Walk With Me
- 2018 : Brand New Breed
- 2023 : Free Radicals

### EP
- 1993 : Warrant
- 2017 : Brand New Breed